# لوسیانو کوناتی
لوسیانو کوناتی (ایتالیایی: Luciano Conati; ۱۷ مارس ۱۹۵۰ – ۶ فوریهٔ ۲۰۱۶) دوچرخه‌سوار اهل ایتالیا بود.